# Max Miller (stripreeks)
Max Miller is een Nederlandse avonturenstrip van IJsbrand Oost. Later nam Frank Jonker het scenario over.

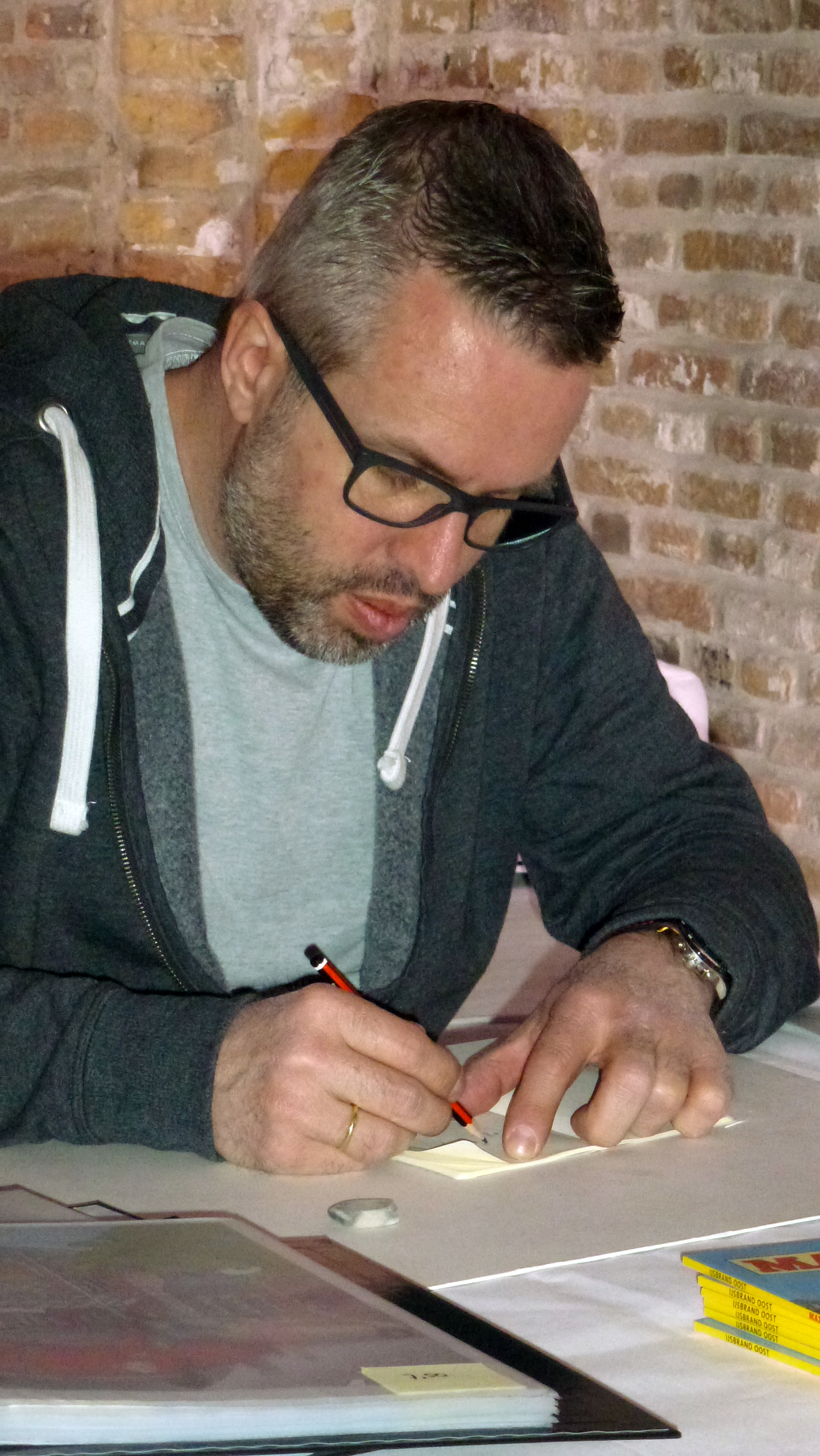
IJsbrand Oost in 2016

De stijl van deze stripreeks heeft nog het meeste weg van de zogeheten Klare Lijn.

## Verhaal
De serie draait rond de tieners Max en Eef en zij beleven allerlei avonturen.
Zo ontdekken zij na de verdwijning van Eefs vader en grootvader dat zij de laatste hoeders van een edelsteen waren. Eefs broer Pjotr wist ervan, maar is nooit ingewijd. Hierop moeten Max, Eef en Pjotr op zoek naar die edelsteen.

## Publicatiegeschiedenis
In 2009 verscheen het korte verhaal Spelbederf in het stripblad Eppo. De strip werd getekend en geschreven door IJsbrand Oost. Hierna verschenen er langere verhalen. Vanaf 2013 nam Frank Jonker het scenario over van Oost. Sinds 2012 verschijnen de lange verhalen ook in albumvorm bij uitgeverij Don Lawrence Collection. Elk verhaal wordt voorgepubliceerd in Eppo. 

## Albums

### Hoofdreeks
Er verschenen drie albums uitgegeven bij Don Lawrence Collection in de reguliere reeks. Het eerste verhaal werden geschreven door IJsbrand Oost. Oost tekende alle verhalen, maar Frank Jonker schreef het scenario voor de overige verhalen.
1. Moordkunsten (2012)
2. De orde van de Blauwe Steen (2014)
3. Schaduwspel (2016)

### Buiten reeks
In 2012 verscheen een klein album bij uitgever Joop Schreurs in de collectie Speciale verjaardagseditie. Het korte verhaal Spelbederf verscheen in 2009 in Eppo.
- Spelbederf (2012)